# Луварас
Лувара̀с (на гръцки: Λουβαράς) е село в Кипър, окръг Лимасол. Според статистическата служба на Република Кипър през 2001 г. селото има 380 жители.
Намира се на 28 km северно от Лимасол.